# Halo: Contatto su Harvest
Halo: Contatto su Harvest (in inglese Halo: Contact Harvest) è un romanzo di fantascienza militare del 2007 scritto da Joseph Staten e ambientato nella saga di Halo. Secondo testo ad essere stato tradotto in italiano, la versione in lingua originale fu curata da Staten, un dipendente di lunga data della Bungie, l'azienda sviluppatrice della serie di videogiochi Halo, il quale aveva diretto le scene tagliate nei videogiochi e figurava tra i maggiori contributori alla trama di Halo. Egli deciso di scrivere un romanzo che non solo appassionasse coloro che si erano già innamorati della saga, ma che potesse suscitare altresì l'interesse di coloro che non avevano mai letto un romanzo della saga.
Ambientata nel 2525, ventisette anni prima degli eventi di Halo: Combat Evolved, la storia narra del primo incontro avvenuto tra un'alleanza di razze aliene note come Covenant e l'umanità su un pianeta colonizzato da questi ultimi e chiamato Harvest. Nello specifico, la trama si concentra sul passato del sergente Avery Johnson e approfondisce la gerarchia e le vicende interne della coalizione Covenant, ripercorrendo altresì le origini e la scalata al potere dei tre leader di fatto degli alieni presenti nel videogioco: Verità, Rimorso e Pietà. Al momento della messa in commercio, il libro è stato perlopiù accolto con favore ed è rientrato presto nell'elenco dei bestseller settimanalmente redatto dal New York Times. I critici hanno indicato il successo del romanzo come un segno del crescente impatto rappresentato dai consumatori appassionati del settore dei videogiochi. Si tratta del quinto libro della serie e del terzo ad essere stato pubblicato da Multiplayer.it.

## Trama
Contatto su Harvest si svolge nell'anno 2524 dell'universo di Halo, quando l'umanità ha scoperto come viaggiare a velocità superiori a quella della luce e si è stanziata su altri pianeti con l'intento di colonizzarli. Il romanzo segue più storie, con l'azione narrata sia dal punto di vista degli umani che dall'alleanza di razze aliene nota con il nome di Covenant. Dopo aver constatato la scomparsa di alcune astronavi nei pressi della remota colonia agricola di Harvest, il Comando spaziale delle Nazioni Unite (UNSC) invia i sergenti Avery Johnson e Nolan Byrne sul pianeta per investigare e, all'occorrenza, allestire una milizia. Le sparizioni si rivelano essere frutto delle azioni degli alieni Kig-Yar, i quali intercettano i mezzi di trasporto alla ricerca di reliquie lasciate dai Precursori, un'antica civiltà estintasi e ritenuta dal grande valore religioso per i Kig-Yar e gli altri membri dei Covenant. L'equipaggio della nave resta decisamente sorpreso quando scopre che i propri strumenti di ricerca segnalano centinaia di migliaia di reliquie dei Precursori su Harvest. Imbastendo una trappola per i dirottatori, Johnson e Byrne ingaggiano i Covenant in combattimento. Nel frattempo, giunge un'altra nave Covenant, questa volta con a bordo dei Jiralhanae, un'altra specie aliena. A queste truppe, guidate dal loro capo Maccabeo, è stato ordinato di confermare la presenza delle reliquie; nonostante le rimostranze palesate da suo nipote, Tartarus, Maccabeo accetta di dialogare con gli umani su Harvest per assicurarsi di stare seguendo una traccia giusta. Nel bel mezzo dell'incontro nei giardini di Harvest, i Covenant danno vita a uno scontro a fuoco e i colloqui di pace vanno in frantumi.
Sulla città santa dei Covenant di Alta Opera, la specie al vertice della gerarchia dell'alleanza aliena è rappresentata dai San 'Shyuum: due di essi, il Ministro della Fortezza e il Vice Ministro della Tranquillità, complottano per rimpiazzare i tre Profeti Gerarchi che di fatto detengono il potere. Recatisi in visita dal vecchio Filologo al fine di ottenere benedizioni e consigli, nel corso dell'incontro «l'Oracolo», un'intelligenza artificiale dei Precursori chiamata Mendicant Bias, si risveglia dal suo stato di quiescenza. Mendicant Bias informa i San 'Shyuum che gli «artefatti dei Precursori» trovati a Harvest sono in realtà gli umani stessi, ragion per cui il pilastro fondante dell'ideologia Covenant, secondo cui gli umani risultano un affronto all'antica civiltà (i Precursori) da loro venerata, risulta falso. Il Ministro della Fortezza si rende conto che tale verità non deve mai essere rivelata, al fine di evitare che l'alleanza si sciolga.
Da questo punto, le vicende tornano a concentrarsi su Harvest, con Johnson e la sua milizia che continuano a resistere all'attacco dei Covenant. A Maccabeo viene ordinato di bombardare il pianeta dallo spazio, ma questi disobbedisce e opta per un assalto via terra nel tentativo di recuperare le reliquie. Johnson e il suo seguito salgono a bordo di una piattaforma orbitale al fine di evacuare la popolazione di Harvest. Tartarus sfida Maccabeo per la supremazia sui Jiralhanae, uccidendo suo zio ed elevandosi così al ruolo di capo branco. I civili umani e i sopravvissuti di Harvest evacuano con successo il pianeta, mentre su Alta Opera il Ministro della Fortezza, della Tranquillità e il Filologo, grazie a una congiura, diventano i nuovi tre Profeti Gerarchi e proclamano una guerra santa contro l'umanità, pur essendo consapevoli della falsità dei principi del loro credo.

## Origini

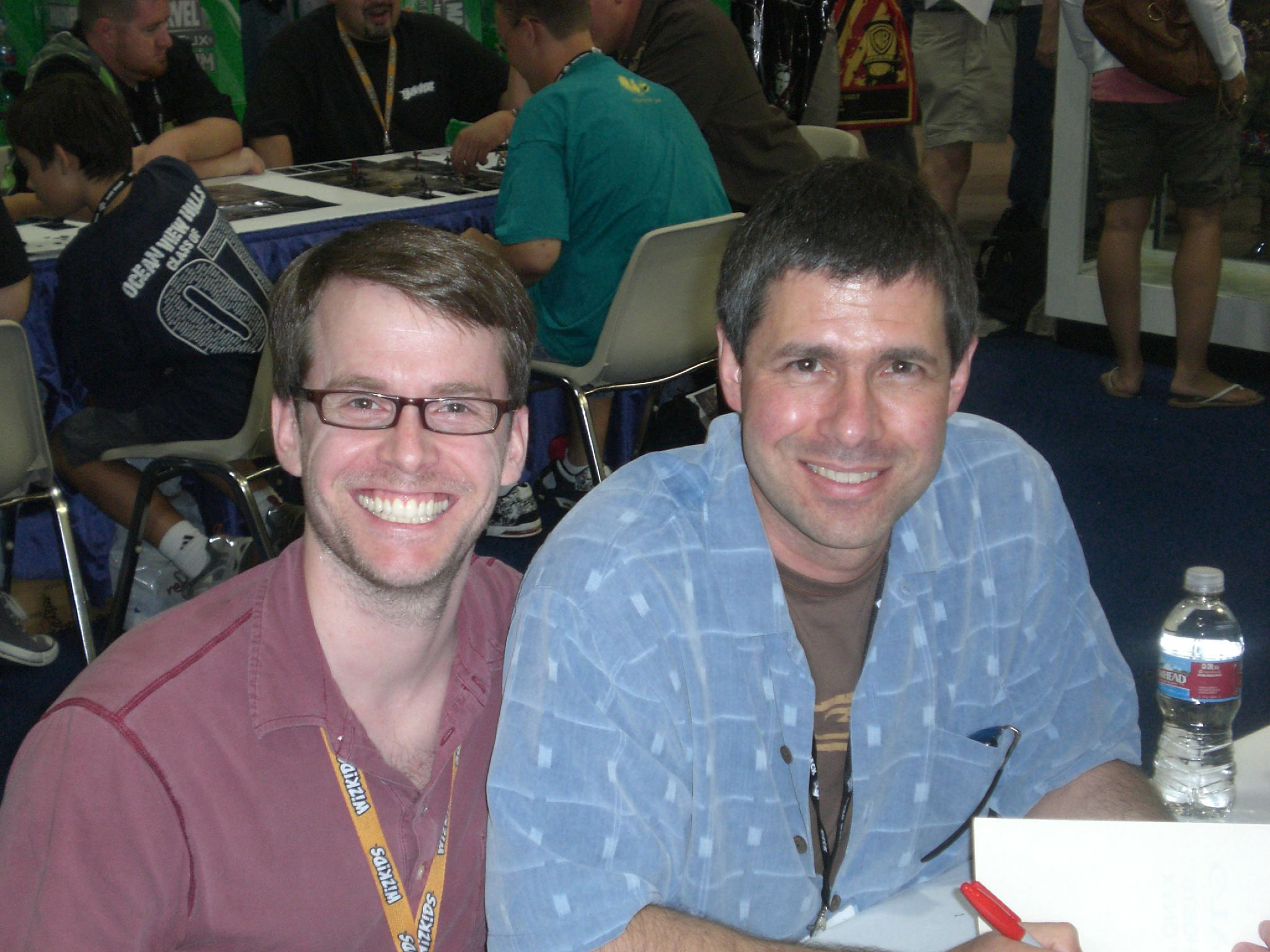
Staten e il collega autore di Halo Eric Nylund promossero Contatto su Harvest al Comic-Con International del 2007, mostrando al pubblico dei poster che mostravano la copertina del libro

I quattro romanzi precedenti della serie di Halo, ovvero La caduta di Reach, Flood, Il primo attacco e I fantasmi di Onyx, erano stati scritti da due scrittori freelance, Eric Nylund e William C. Dietz. La casa editrice che aveva prodotto i romanzi precedenti della saga, Tor Books, chiese all'azienda sviluppatrice dei videogiochi del franchise in esame, la Bungie, se potesse suggerire qualche suo dipendente come prossimo autore di un futuro romanzo. Joseph Staten, al lavoro presso la Bungie dal 1998, che aveva curato gran parte della trama della serie fantascientifica, appariva la scelta più ovvia. L'autore comprese che la realizzazione di un libro avrebbe consentito in maniera perfetta di approfondire la storia di Halo senza doverla adattare a un videogioco: «Ho sempre pensato che avessimo sottovalutato tale aspetto. Del resto, non abbiamo molto tempo di raccontare la storia mentre i proiettili volano sullo schermo del giocatore». Staten considerava il romanzo il modo ideale per analizzare meglio il personaggio del sergente Johnson, abbastanza versatile nei giochi, in quanto ritenuto la figura che meglio si prestava per un romanzo che ruotasse attorno a lui. Nel corso di un'intervista intrattenuta con l'emittente statunitense G4TV relativa alla stesura del testo, Staten sostenne che riteneva la scrittura il modo più idoneo per rallentare la frenesia tipica invece di un videogioco della serie di Halo. L'autore affermò altresì che il lavoro dei suoi autori di fantascienza preferiti lo aiutò nell'insegnargli l'importanza di affinare un «prodotto convincente e coerente».
All'inizio, si prevedeva di pubblicare l'opera prima dell'uscita del 25 settembre di Halo 3; Staten dichiarò che, essendo coinvolto in entrambi i progetti, la stesura del romanzo patì un rallentamento. La speranza confessata dall'autore era che Contatto su Harvest non si rivelasse soltanto un romanzo di buona fattura nella saga di Halo, ma che fosse godibile anche per un pubblico che ignorasse l'universo fantascientifico della serie in esame: «[mi auguro che] chi non sia un fan di Halo, chi non abbia letto nessuno dei romanzi precedenti, potrà prendere in mano Contatto su Harvest e godersi la lettura».
L'attenzione destinata all'accuratezza dei contenuti rappresentò una sfida per Staten, poiché egli riteneva il pubblico molto puntiglioso, giudizioso e pronto a segnalare dei difetti; i colleghi della Bungie incrociarono le sue bozze con la "Halo Bible Story", una sorta di manuale redatto dall'azienda sviluppatrice che conteneva tutti gli elementi di base della storia dell'universo da loro creato, al fine di evitare che si generassero delle contraddizioni. Uno dei suggerimenti compiuti dai fan, che erano a conoscenza del lavoro che Staten stava ultimando, avvenne subito dopo che la copertina venne rivelata al pubblico nel luglio del 2007. Questa raffigura il protagonista, il sergente Avery Johnson, con in mano un'arma nota come fucile da battaglia. Poiché l'arma venne introdotta per la prima volta in Halo 2 e gli eventi di Contatto su Harvest avevano luogo decenni prima di quelli del videogioco appena menzionato, gli appassionati della serie segnalarono presto a Staten l'errore. In seguito, l'autore sottolineò di avere buone ragioni per includere l'arma incriminata nel libro e giustificò l'inclusione affermando che l'arma era una versione prototipo di quella utilizzata dai giocatori nel gioco.

## Accoglienza
Al momento della messa in commercio, Contatto su Harvest debuttò al terzo posto nell'elenco dei best seller stilato dal New York Times. Oltreoceano, il romanzo comparve altresì nelle classifiche dei bestseller redatte da USA Today e Publishers Weekly. I critici sottolinearono che, malgrado si trattasse di uno scrittore in erba, Staten era riuscito a creare un romanzo eccellente; i giudizi negativi si concentrarono invece su una prosa ritenuta talvolta «eccessivamente descrittiva» e l'impiego di un gergo militare troppo tecnico. Will Tuttel, per conto di GameSpy, sostenne che il successo del romanzo risultava perfettamente comprensibile, in quanto i videogiochi andavano a legarsi sempre di più alla storia. In seguito, fu pubblicato in lingua inglese un audiolibro in dieci CD, con le voci di Holter Graham e Jen Taylor (doppiatrice di Cortana nella versione originale); Publishers Weekly apprezzò il lavoro di Graham, segnalando però pure che l'enfasi eccessiva e i cambi di tono adottati da Taylor con riferimento ai vari personaggi privavano il romanzo della necessaria tensione.
Il successo di Contatto su Harvest si rivelò per alcuni sorprendente. L'8 gennaio 2008, la trasmissione di punta All Things Considered della National Public Radio lesse al pubblico un'intervista durante la quale la giornalista Chana Joffe, nel rivolgersi a Staten, chiedeva stupita il perché Halo avesse bisogno di una storia, in quanto in teoria gli utenti potevano benissimo accontentarsi di riprodurre uno sparatutto e basta, senza necessità di dettagli ulteriori. Inoltre, perché Joffe si domandò anche se i giocatori leggessero, alcuni dei principali contributori del romanzo ritennero quanto dichiarato durante All Things Considered una considerazione prevenuta nei confronti degli appassionati di videogame e offensiva. Scott Siegel di Joystiq si spinse anche oltre, criticando Joffe per aver scagliato dei «"pugni" ingiusti ai fan dei videogiochi».